# 大蔵満彦
大藏 满彦（おおくら みつひこ、1932年 - ）は、日本の実業家、映画プロデューサーである。俳優時代の芸名は大江 満彦（おおえ みつひこ）。大蔵映画代表取締役社長、東京都興行生活衛生同業組合理事長、全国興行生活衛生同業組合連合会会長、全国興行自由国民会議代表。富士映画取締役を歴任。

## 人物・来歴
1932年（昭和7年）、東京府（現在の東京都）に生まれる。父は当時活動弁士でその後、富士映画を起こし、新東宝社長となる大蔵貢、叔母（父の実妹）は香取みほ子、叔父（父の実弟）は歌手の近江俊郎。
映画界の記録に残るもっとも古い記録は、1956年（昭和31年）3月13日に新東宝が配給して公開した、近江俊郎製作・監督の映画『剣豪対豪傑誉れの決戦』で、「企画」にクレジットされている。翌1957年（昭和32年）9月14日に公開された近江俊郎製作・監督の映画『坊ちゃんの主将』で、「大江満彦」の名で俳優としてデビュー、以降、1959年（昭和34年）6月6日に公開された曲谷守平監督の映画『暴力娘』までは、富士映画の取締役を務める傍ら、富士映画や新東宝の製作作品で、俳優業を務める。同年9月18日に公開された小林悟監督の『十代の曲り角』でプロデューサー業に戻り、「製作」としてクレジットされ、以降、同世代の小林監督の作品を多く手がけた。
1960年（昭和35年）12月1日、父の大蔵貢が新東宝の代表取締役社長を退陣し、富士映画を改組して、1962年（昭和37年）1月に大蔵映画を設立、父・貢が代表取締役社長、叔父・近江俊郎（大蔵敏彦）が副社長、大蔵満彦は取締役に就任した。
1962年（昭和37年）4月3日、女優の高友子と結婚。
1978年（昭和53年）9月15日、父・貢が急性肺炎のため死去、大蔵映画の経営を継承し、代表取締役社長に就任する。1992年（平成4年）7月5日には、長年副社長を務めた叔父・近江俊郎が死去した。
長年、大蔵映画社長を務めるとともに、東京都興行生活衛生同業組合理事長、および全国興行生活衛生同業組合連合会の会長を務め、日本の映画興行の中心人物として、その発展を推進している。

## フィルモグラフィ
特筆以外は「製作」である。
- 『剣豪対豪傑誉れの決戦』 : 製作・監督近江俊郎、製作富士映画、配給新東宝、1956年3月13日公開 - 企画
- 『坊ちゃんの主将』 : 製作・監督・脚本近江俊郎、製作富士映画、配給新東宝、1957年9月14日公開 - 出演（大江満彦名義）・「ボート部員斎藤」役
- 『暁の非常線』 : 監督小森白、製作・配給新東宝、1957年10月1日公開 - 出演（大江満彦名義）・「小林刑事」役
- 『妖蛇荘の魔王』 : 監督曲谷守平、製作富士映画、配給新東宝、1957年10月22日公開 - 出演（大江満彦名義）・「オートバイの男」役
- 『新妻の実力行使』 : 製作・監督・脚本近江俊郎、製作富士映画、配給新東宝、1957年11月3日公開 - 出演（大江満彦名義）・「探偵社に来る男」役
- 『肉体女優殺し 五人の犯罪者』 : 監督石井輝男、製作・配給新東宝、1957年11月10日公開 - 出演（大江満彦名義）・「徳島」役
- 『飛竜鉄仮面』 : 監督毛利正樹、製作・配給新東宝、1957年12月15日公開 - 出演（大江満彦名義）・「原口東吾」役

- 『女の防波堤』 : 監督小森白、製作・配給新東宝、1958年1月4日公開 - 出演（大江満彦名義）・「二世の将校」役
- 『女王蜂』 : 監督田口哲、製作・配給新東宝、1958年2月15日公開 - 出演（大江満彦名義）・「鉄」役
- 『勝利者の復讐』 : 監督小森白、製作・配給新東宝、1958年3月5日公開 - 出演（大江満彦名義）・「小島」役
- 『天皇・皇后と日清戦争』 : 監督並木鏡太郎、製作・配給新東宝、1958年3月14日公開 - 出演（大江満彦名義）・「松島の参謀」役
- 『女体棧橋』 : 監督石井輝男、製作・配給新東宝、1958年4月12日公開 - 出演（大江満彦名義）・「バーテン」役
- 『スーパー・ジャイアンツ 宇宙怪人出現』 : 監督三輪彰、製作・配給新東宝、1958年4月28日公開 - 出演（大江満彦名義）・「党員A」役
- 『太陽娘と社長族』 : 監督小森白、製作・配給新東宝、1958年5月18日公開 - 出演（大江満彦名義）・「稲葉」役
- 『薔薇と女拳銃王』 : 監督小森白、製作・配給新東宝、1958年7月6日公開 - 出演（大江満彦名義）・「殺し屋・ジョー」役
- 『人喰海女』 : 監督小野田嘉幹、製作・配給新東宝、1958年7月27日公開 - 出演（大江満彦名義）・「新一」役
- 『白線秘密地帯』 : 監督石井輝男、製作・配給新東宝、1958年9月21日公開 - 出演（大江満彦名義）・「佐伯」役
- 『重臣と青年将校 陸海軍流血史』 : 監督土居通芳、製作・配給新東宝、1958年9月28日公開 - 出演（大江満彦名義）・「坂本兼一」役
- 『ヌードモデル殺人事件』 : 監督赤坂長義、製作・配給新東宝、1958年11月1日公開 - 出演（大江満彦名義）・「原田刑事」役
- 『女王蜂の怒り』 : 監督石井輝男、製作・配給新東宝、1958年12月28日公開 - 出演（大江満彦名義）・「サブ」役

- 『カックン超特急』 : 製作・監督近江俊郎、原作本木荘二郎、製作・配給新東宝、1959年1月15日公開 - 出演（大江満彦名義）・「富士通運東京出張所長」役
- 『ワンマン今昔物語』 : 製作・監督近江俊郎、製作富士映画、配給新東宝、1959年3月20日公開 - 出演（大江満彦名義）・「若い男」役
- 『続スーパー・ジャイアンツ 悪魔の化身』 : 監督赤坂長義、製作・配給新東宝、1959年3月27日公開 - 出演（大江満彦名義）・「風間十郎」役
- 『貞操の嵐』 : 監督土居通芳、製作・配給新東宝、1959年4月3日公開 - 出演（大江満彦名義）・「別な証券会社員」役
- 『無警察』 : 監督小森白、製作・配給新東宝、1959年4月17日公開 - 出演（大江満彦名義）・「刑事A」役
- 『暴力娘』 : 監督曲谷守平、製作・配給新東宝、1959年6月6日公開 - 出演（大江満彦名義）・「捜査二課々長」役
- 『十代の曲り角』 : 監督小林悟、製作・配給新東宝、1959年9月18日公開
- 『偽りの情事』 : 監督小野田嘉幹、製作富士映画、配給新東宝、1959年10月8日公開

- 『危険な誘惑』 : 監督小林悟、製作・配給新東宝、1960年1月23日公開
- 『美男買います』 : 監督曲谷守平、製作富士映画、配給新東宝、1960年2月21日公開
- 『三人の女強盗』 : 監督小林悟、製作富士映画、配給新東宝、1960年3月26日公開
- 『拳銃と驀走』 : 監督小林悟、製作・配給新東宝、1960年7月15日公開
- 『反逆児』 : 監督小林悟、製作・配給新東宝、1960年8月26日 公開
- 『トップ屋を殺せ』 : 監督高橋典、脚本石原慎太郎、製作富士映画、配給新東宝、1960年9月8日公開
- 『裸の谷間』 : 監督小林悟、製作富士映画、配給新東宝、1960年9月17日公開
- 『まぼろし探偵 恐怖の宇宙人』 : 監督小林悟、製作富士映画、配給新東宝、1960年11月19日公開
- 『まぼろし探偵 幽霊塔の大魔術団』 : 監督小林悟、製作富士映画、配給新東宝、1960年12月3日公開
- 『沖縄怪談逆吊り幽霊 支那怪談死棺破り』 : 監督小林悟・邵羅輝、製作・配給大蔵映画/東方影業、1962年6月13日公開 - 製作補

## ビブリオグラフィ
- 『息子から見た父・大蔵貢』、『幻の怪談映画を追って』所収、山田誠二、洋泉社、1997年7月 ISBN 4896912748